# Pieter Emiel Keuchenius
Pieter Emiel Keuchenius (Batavia, 29 oktober 1886 – Den Haag, 9 maart 1950) was een Nederlands bioloog en nationaalsocialistisch publicist.
Keuchenius werd geboren in in het toenmalige Nederlands-Indië en studeerde in Nederland biologie. In 1913 keerde hij terug naar Nederlands-Indië waar hij tot 1926 als entomoloog-phytopatholoog op rubberplantages werkte. Daarna keerde hij weer terug naar Nederland waar hij zich al spoedig geïnteresseerd toonde in het fascistische en vervolgens het nationaalsocialistische gedachtegoed. In 1932 was hij lid van de Algemeene Nederlandsche Fascisten Bond (ANFB) van Jan Baars. In 1932-1933 was hij administrateur van de NFB-Knotsenborg. Later in 1933 sloot hij zich aan bij de NSNAP-Smit. Rond 1935 bleek hij lid te zijn geworden van het Verdinaso. In de jaren 1936-1938 had hij zich aangesloten bij de NSNAP-Kruyt. Later in 1938 ging hij over naar de NSNAP-Van Rappard, waar hij de functies van scholingsleider en rasadviseur vervulde. Nadat de NSNAP in 1941 was gedwongen haar activiteiten te staken, werd hij lid van de NSB en later van de Nederlandsche SS. In 1938 schreef hij voor de Hollandsche Post, het blad 'voor volksche wedergeboorte, Dietsch bewustzijn en Nederduitsche stamverbondenheid'. Keuchenius was medeoprichter van het antisemitische weekblad De Misthoorn.
In november 1940 verscheen bij De Amsterdamsche Keurkamer zijn 'magnum opus': Bloed en mythe als levenswet. Met drie drukken en een totale oplage van méér dan 10.000 exemplaren was dit werk inhoudelijk én commercieel de evenknie van het al even beruchte Duitse standaardwerk van Alfred Rosenberg, Der Mythus des 20. Jahrhunderts. Ook andere werken in die trant stonden op Keuchenius' naam, zoals De balans over de joden in Nederland (1942),  Machten achter Roosevelt (1942) en Uit den Talmoed (1942). In 1942 werd hij sympathiserend lid van de NSB, maar lang duurde dit niet, want hetzelfde jaar werd hij met George Kettmann geroyeerd vanwege de Misthoorn-affaire. Hierna trad hij toe tot de Germaansche SS waar hij opklom tot de rang van Oberscharführer. Van 1940 tot en met 1942 was hij samen met Martien Beversluis en George Kettmann redacteur van het literaire tijdschrift De Nieuwe Gids, dat de laatste jaren met financiële steun van Alfred Haighton een kwijnend bestaan leidde. Na de oorlog werd Keuchenius tot 16 maart 1948 geïnterneerd.
 Portaal: Fascisme en nationaalsocialisme in Nederland · Fascisme · Nationaalsocialisme
- Bibsys: 90735731
- Gemeinsame Normdatei: 126723494
- International Standard Name Identifier: 0000 0003 7444 6964
- Library of Congress Control Number: n2004063881
- Nationale Bibliotheek van Israël: 987007590236405171
- Nederlandse Thesaurus van Auteursnamen: 071600469
- Virtual International Authority File: 11699786
- WorldCat: E39PBJr3yXYM9QTHrCkm9XRFrq